# Tiszamogyorós
Tiszamogyorós község Szabolcs-Szatmár-Bereg vármegyében, a Záhonyi járásban.

## Fekvése
Az Észak-Nyírségben, a Tiszakönyöknek nevezett tájon fekszik, a Tisza bal parti oldalán. A folyó áradásaitól mindig is sokat szenvedett falu 1864-ben költözött a jelenlegi, negyedik helyére.
A szomszédos települések: kelet felől Lónya, dél felől Benk, nyugat felől Mándok, északnyugat felől pedig Eperjeske.

### Megközelítése
Közúton csak Mándok vagy Lónya érintésével érhető el, a 4113-as úton. A folyó túlsó partján fekvő Lónyával egy időben pontonhíd, később sokáig csak komp kötötte össze, a két települést összekötő állandó híd megépítése és átadása a 2020-as évtizedben várható.

## Története
Nevét a terület jellegzetes növényéről, a mogyoróról kapta, ennek ellenére ma már sajnos nyoma sincs az Árpád-kori mogyoróbokros ligeteknek, sőt mogyoróbokrot is csak elvétve lehet találni.
A falu alapítói a Gutkeled nemzetség tagjai voltak. Legelső említése 1297-ből maradt fenn. Az oklevél szerint korábban a Monoros nevű szántóföldet a szomszédos Benkkel együtt Apaj fia Apaj ispán rokonainak zálogba adta. Úgy tűnik, hogy a birtokot kiváltották a zálogból, mert a XIV. század első felében Apaj fia István, szlavón vicebán volt a birtokosa 1342-ben bekövetkezett haláláig. Ezt követően az oldalági rokonok, a Bacskaiak és a Berencsiek hosszú pereskedés után felosztották Apaj fia István birtokait egymás között.
A Bacskaiak a Dráván túli területeket kapták, a Berencsiekéi lettek a nyírségi falvak, köztük Mogyorós.
A XVI. század végéig a Berencsi családból kiszakadt Anarcsi Tegzesek birtokolták. E család tagja volt a hírhedt Anarcsi Tegzes Borbála, aki korábbi udvarlóját, Bornemissza Miklóst kerecsenyi kúriájában éjszaka álmában embereivel lekaszaboltatta.
1588-ban említést tesznek Anarcsi István kúriájáról. Az Anarcsi-részt 1588-ban zálogba vette Lónyay Gergely, aki nemsokára fegyverrel támadt a falura.
A ma is élő családok közül már ekkor többen itt éltek: Berta, Fónagy, László, Ésik, Szél. A Szalmaságiak az 1620-as években, a Fodorok 1660 körül telepedtek le a faluban.
1678-ban, Bacskay-Újlaki György elhunyta után a falu királyi kincstárra szállt.
1683-ban a Vay család kapta adományként.
1720-as országos összeírásban mindössze 8 jobbágycsaládot jegyeztek fel, de ennél biztosan többen éltek a faluban.
1746-ban Vay Borbála kezével gróf Teleki János is földesura volt, 1784 után Czobel Borbála birtokaként már 282 lakos élt benne.
A mogyorósi református anyaegyház 1747-ben jött létre gróf Vay Borbála asszony jóvoltából. Korábban Mándok filiája volt.
Szabolcs vármegye katonai leírói 1782–85 között Mogyorós néven jegyezték fel. Ekkor a falunál, a homokbuckák között egy nagyobb, ritkás erdő húzódott. A rétjei bozótosak, nagyon mocsarasak voltak, a nagyobb, soha ki nem száradó mocsarakat nád nőtte be. Eperjeske irányába homokbuckák sora húzódott, az ezer lépésre folyó Tiszán volt egy komp. Fényes Elek Geographiai szótárában (1851) Mogyorós faluként szerepel Szabolcs vármegyében 406 lakossal, termékeny gabonaföldekkel. A Tisza sokszor rontott rá a falura, amely mindig arrébb, a mai, negyedik helyére költözött. A községi elöljáróság 1864. május 24-én írott leveléből ismerjük a falu régebbi helyeit: “…Téglás, mely helyen legelsőbben volt a helység települve, jelenben szántóföldnek használtatik, Csetér, hol a helység másodszor lévén letelepülve, mely tér jelenleg szinte szántóföld, Otskafalu, hol hajdan a harmadik helye volt a letelepülésnek, jelenben szántóföldnek használtatik…" Szabolcs vármegye monográfiája (1939) már a jelenlegi helyén mutatta be: az 1620 hold területű, erdős, legelős település 873 lakosának az őstermelés nyújtott megélhetést a kis- és törpebirtokokon.
A századfordulón a falu látványos fejlődésen ment keresztül. Lélekszáma átlépte az ezret, ekkor épült ki a Mándok felé vezető új utcája (a mai Szabadság utca, korábban Erzsébet utca). Az első világháború Mogyoróst sem hagyta érintetlenül, 15-en áldozták életüket a hazáért.
A század elején egy tűzvészben az egész falu majdnem megsemmisült, azután már vályogfalú, bádog- és cseréptetős házakat építettek.

## Közélete

### Polgármesterei
- 1990–1994: N. Ésik Bálint (független)[3]
- 1994–1998: N. Ésik Bálint (független)[4]
- 1998–2002: Ésik Bálint (független)[5]
- 2002–2006: Ésik Bálint (független)[6]
- 2006–2010: Ésik Bálint (független)[7]
- 2010–2014: Ésik Bálint (független)[8]
- 2014–2019: Ésik Bálint (független)[9]
- 2019–2024: Ésik Árpád (Fidesz-KDNP)[10]
- 2024– : Ésik Emil (független)[1]

## Népesség
A település népességének változása:
| Lakosok száma | 687  | 694  | 715  | 689  | 593  | 607  | 618  |
|               | 2013 | 2014 | 2015 | 2021 | 2022 | 2023 | 2024 |

2001-ben a falu lakosságának közel 100%-a magyar nemzetiségűnek vallotta magát.
A 2011-es népszámlálás során a lakosok 89,6%-a magyarnak, 17,8% cigánynak, 1,2% ukránnak mondta magát (10,4% nem nyilatkozott; a kettős identitások miatt a végösszeg nagyobb lehet 100%-nál). A vallási megoszlás a következő volt: római katolikus 2,2%, református 82,4%, görögkatolikus 1,2%, felekezeten kívüli 1,2% (12% nem válaszolt).
2022-ben a lakosság 94,1%-a vallotta magát magyarnak, 13% cigánynak, 1,3% bolgárnak, 1,2% ukránnak, 0,5% ruszinnak, 0,3% románnak, 0,8% egyéb, nem hazai nemzetiségűnek (5,9% nem nyilatkozott; a kettős identitások miatt a végösszeg nagyobb lehet 100%-nál). Vallásuk szerint 2,5% volt római katolikus, 72,7% református, 2,2% görög katolikus, 0,8% egyéb keresztény, 0,8% ortodox, 2,2% felekezeten kívüli (18,7% nem válaszolt).

## Nevezetességei

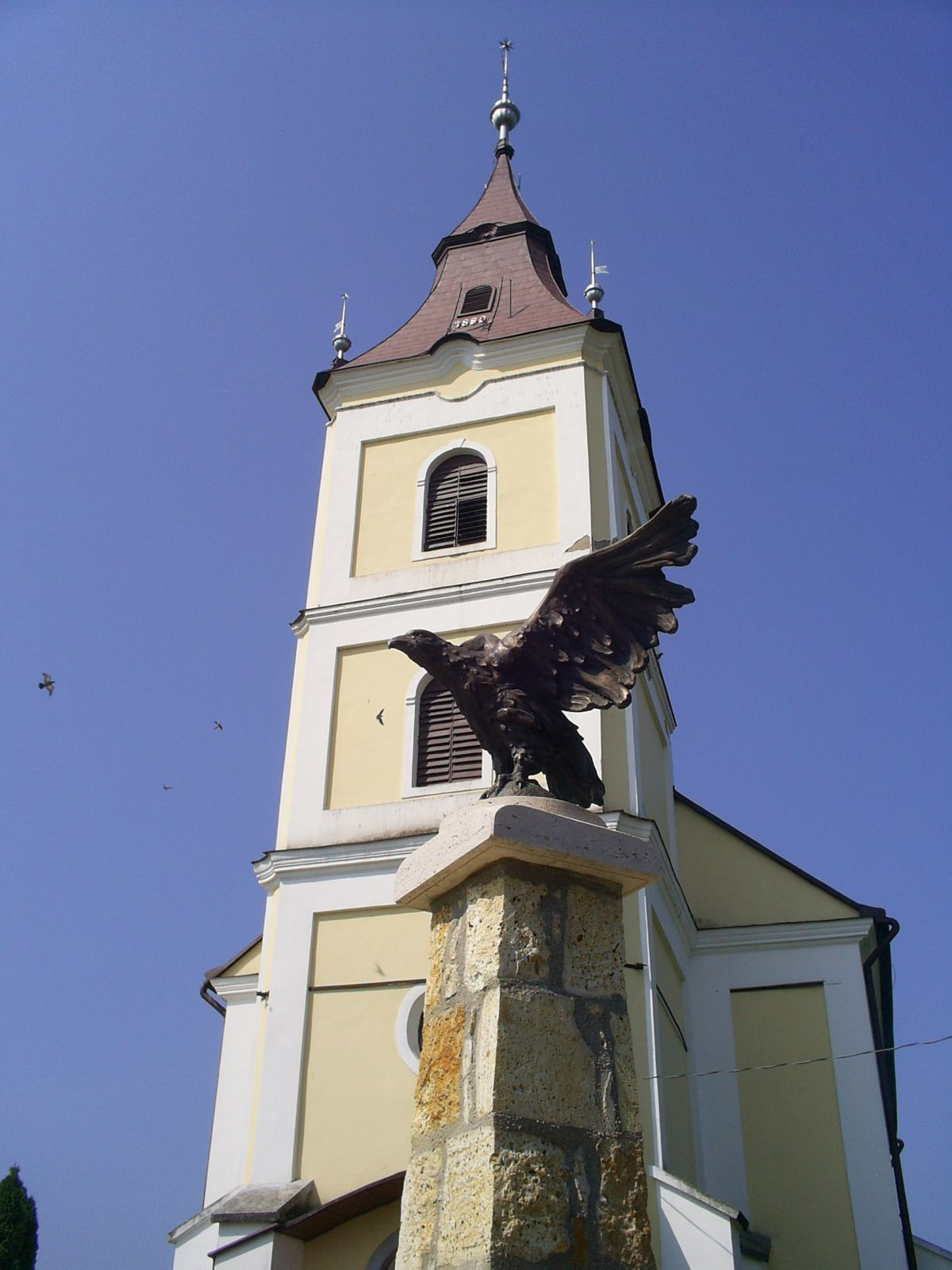
A mogyorósi református templom

A műemlék jellegű, késő barokk stílusban 1830-ban készült református temploma a Béke utcán áll. A háromszintű homlokzati tornyos, boltozatos teremtemplom fatornya 1856-ban leégett.
A templom előtt áll a 2007. június 3-án felavatott turulmadaras világháborús emlékmű, melyen 35 helyi hősi halott neve olvasható.

### Programok
Aratási lovasnap